# Sistrurus
Sistrurus – rodzaj jadowitych węży z podrodziny grzechotników (Crotalinae) w rodzinie żmijowatych (Viperidae).

## Zasięg występowania
Rodzaj obejmuje gatunki występujące w Ameryce Północnej (Kanada, Stany Zjednoczone i Meksyk). 

## Systematyka

### Etymologia
- Crotalophorus: gr. κρoταλον krotalon „grzechotka”, od κροτεω kroteō „grzechotać, stukać”[7]; φoρεω phoreō „nosić”[8].
- Caudisona: łac. cauda „ogon”[9]; sonus „hałas, dźwięk”[10]. Gatunek typowy: Crotalus miliarius Linnaeus, 1766.
- Sistrurus: łac. sistrum „grzechotka”, od gr. σειστρον seistron „grzechotka”, od σειω seiō „potrząsać”[11]; ουρα oura „ogon”[12]. Nazwa zastępcza dla Crotalophorus J.E. Gray, 1825 i Caudisona Fitzinger, 1826.

### Podział systematyczny
Do rodzaju należą następujące gatunki: 
- Sistrurus catenatus (Rafinesque, 1818) – grzechotniczek pospolity[13]
- Sistrurus miliarius (Linnaeus, 1766) – grzechotniczek karłowaty[13]
- Sistrurus tergeminus (Say, 1823)